# Stanley Cup playoff 1994
I playoff della Stanley Cup 1994 del campionato NHL 1993-1994 hanno avuto inizio il 16 aprile 1994. Le sedici squadre qualificate per i playoff, otto da ciascuna Conference, hanno giocato una serie di partite al meglio di sette per i quarti di finale, semifinali e finali di Conference. I vincitori delle due Conference hanno disputato una serie di partite al meglio di sette per la conquista della Stanley Cup. I campioni di ciascuna Division conservarono il proprio ranking per l'intera durata dei playoff, mentre le altre squadre furono ricollocate nella graduatoria dopo ciascun turno.
Per la prima volta tutte e quattro le franchigie provenienti dalla WHA (Edmonton, Hartford, Quebec e Winnipeg) mancarono l'accesso ai playoff nella stessa stagione. Questa situazione non si sarebbe più ripetuta fino al 2007. Dall'altra parte per la terza volta tutte le formazioni Original Six si qualificarono ai playoff: era già successo nel 1978 e nel 1987. La stella dei Los Angeles Kings Wayne Gretzky non si qualificò per la prima volta in carriera ai playoff.

## Squadre partecipanti

### Eastern Conference
1. New York Rangers - vincitori della Atlantic Division e della stagione regolare nella Eastern Conference e del Presidents' Trophy, 112 punti
2. Pittsburgh Penguins - vincitori della Northeast Division, 101 punti
3. New Jersey Devils - 106 punti
4. Boston Bruins - 97 punti
5. Montreal Canadiens - 96 punti
6. Buffalo Sabres -95 punti
7. Washington Capitals - 88 punti
8. New York Islanders - 84 punti

### Western Conference
1. Detroit Red Wings - vincitori della Central Division e della stagione regolare nella Western Conference, 100 punti
2. Calgary Flames - vincitori della Pacific Division, 97 punti
3. Toronto Maple Leafs - 98 punti
4. Dallas Stars - 97 punti
5. St. Louis Blues - 91 punti
6. Chicago Blackhawks - 87 punti
7. Vancouver Canucks - 85 punti
8. San Jose Sharks - 82 punti

### Tabellone
In ciascun turno la squadra con il ranking più alto si sfidò con quella dal posizionamento più basso, usufruendo anche del vantaggio del fattore campo. Nella finale di Stanley Cup il fattore campo fu determinato dai punti ottenuti in stagione regolare dalle due squadre. Ciascuna serie, al meglio delle sette gare, seguì il formato 2–2–1–1–1: la squadra migliore in stagione regolare avrebbe disputato in casa Gara-1 e 2, (se necessario anche Gara-5 e 7), mentre quella posizionata peggio avrebbe giocato nel proprio palazzetto Gara-3 e 4 (se necessario anche Gara-6).
|  | Quarti di finale Conference | Quarti di finale Conference                      | Quarti di finale Conference |   |                     | Semifinali Conference | Semifinali Conference | Semifinali Conference |                    |                     | Finali Conference  | Finali Conference  | Finali Conference  |  |  | Finale Stanley Cup | Finale Stanley Cup | Finale Stanley Cup |
|  |                             |                                                  |                             |   |                     |                       |                       |                       |                    |                     |                    |                    |                    |  |  |                    |                    |                    |
|  | 1                           | New York Rangers                                 | 4                           |   |                     | 1                     | New York Rangers      | 4                     |                    |                     |                    |                    |                    |  |  |                    |                    |                    |
|  | 8                           | New York Islanders                               | 0                           |   |                     | 7                     | Washington Capitals   | 1                     |                    |                     |                    |                    |                    |  |  |                    |                    |                    |
|  |                             |                                                  |                             |   |                     |                       |                       |                       |                    |                     |                    |                    |                    |  |  |                    |                    |                    |
|  | 2                           | Pittsburgh Penguins                              | 2                           |   |                     |                       |                       |                       | Eastern Conference | Eastern Conference  | Eastern Conference | Eastern Conference | Eastern Conference |  |  |                    |                    |                    |
|  | 2                           | Pittsburgh Penguins                              | 2                           |   |                     |                       |                       |                       | Eastern Conference | Eastern Conference  | Eastern Conference | Eastern Conference | Eastern Conference |  |  |                    |                    |                    |
|  | 7                           | Washington Capitals                              | 4                           |   |                     |                       |                       |                       |                    |                     |                    |                    |                    |  |  |                    |                    |                    |
|  | 7                           | Washington Capitals                              | 4                           |   |                     |                       |                       |                       |                    | 1                   | New York Rangers   | 4                  |                    |  |  |                    |                    |                    |
|  |                             |                                                  |                             |   |                     |                       |                       |                       |                    | 1                   | New York Rangers   | 4                  |                    |  |  |                    |                    |                    |
|  |                             | 3                                                | New Jersey Devils           | 3 |                     |                       |                       |                       |                    |                     |                    |                    |                    |  |  |                    |                    |                    |
|  | 3                           | 3                                                | New Jersey Devils           | 3 | New Jersey Devils   | 4                     |                       |                       |                    |                     |                    |                    |                    |  |  |                    |                    |                    |
|  | 3                           |                                                  |                             |   | New Jersey Devils   | 4                     |                       |                       |                    |                     |                    |                    |                    |  |  |                    |                    |                    |
|  | 6                           | Buffalo Sabres                                   | 3                           |   |                     |                       |                       |                       |                    |                     |                    |                    |                    |  |  |                    |                    |                    |
|  | 6                           | Buffalo Sabres                                   | 3                           |   |                     |                       |                       |                       |                    |                     |                    |                    |                    |  |  |                    |                    |                    |
|  |                             |                                                  |                             |   |                     |                       |                       |                       |                    |                     |                    |                    |                    |  |  |                    |                    |                    |
|  |                             |                                                  |                             |   |                     |                       |                       |                       |                    |                     |                    |                    |                    |  |  |                    |                    |                    |
|  | 4                           | Boston Bruins                                    | 4                           |   | 3                   | New Jersey Devils     | 4                     |                       |                    |                     |                    |                    |                    |  |  |                    |                    |                    |
|  | 4                           | Boston Bruins                                    | 4                           |   | 3                   | New Jersey Devils     | 4                     |                       |                    |                     |                    |                    |                    |  |  |                    |                    |                    |
|  | 5                           | Montreal Canadiens                               | 3                           |   |                     | 4                     | Boston Bruins         | 2                     |                    |                     |                    |                    |                    |  |  |                    |                    |                    |
|  | 5                           | Montreal Canadiens                               | 3                           |   |                     |                       |                       |                       |                    | E1                  | New Tork Rangers   | 4                  |                    |  |  |                    |                    |                    |
|  |                             | (Accoppiamenti ristabiliti dopo il primo turno.) |                             |   |                     |                       |                       |                       |                    | E1                  | New Tork Rangers   | 4                  |                    |  |  |                    |                    |                    |
|  |                             | W7                                               | Vancouver Canucks           | 3 |                     |                       |                       |                       |                    |                     |                    |                    |                    |  |  |                    |                    |                    |
|  | 1                           | W7                                               | Vancouver Canucks           | 3 | Detroit Red Wings   | 3                     |                       |                       | 3                  | Toronto Maple Leafs | 4                  |                    |                    |  |  |                    |                    |                    |
|  | 1                           |                                                  |                             |   | Detroit Red Wings   | 3                     |                       |                       | 3                  | Toronto Maple Leafs | 4                  |                    |                    |  |  |                    |                    |                    |
|  | 8                           | San Jose Sharks                                  | 4                           |   |                     | 8                     | San Jose Sharks       | 3                     |                    |                     |                    |                    |                    |  |  |                    |                    |                    |
|  | 8                           | San Jose Sharks                                  | 4                           |   |                     | 8                     | San Jose Sharks       | 3                     |                    |                     |                    |                    |                    |  |  |                    |                    |                    |
|  |                             |                                                  |                             |   |                     |                       |                       |                       |                    |                     |                    |                    |                    |  |  |                    |                    |                    |
|  | 2                           | Calgary Flames                                   | 3                           |   |                     |                       |                       |                       |                    |                     |                    |                    |                    |  |  |                    |                    |                    |
|  | 2                           | Calgary Flames                                   | 3                           |   |                     |                       |                       |                       |                    |                     |                    |                    |                    |  |  |                    |                    |                    |
|  | 7                           | Vancouver Canucks                                | 4                           |   |                     |                       |                       |                       |                    |                     |                    |                    |                    |  |  |                    |                    |                    |
|  | 7                           | Vancouver Canucks                                | 4                           |   |                     |                       |                       |                       | 3                  | Toronto Maple Leafs | 1                  |                    |                    |  |  |                    |                    |                    |
|  |                             |                                                  |                             |   |                     |                       |                       |                       | 3                  | Toronto Maple Leafs | 1                  |                    |                    |  |  |                    |                    |                    |
|  |                             | 7                                                | Vancouver Canucks           | 4 |                     |                       |                       |                       |                    |                     |                    |                    |                    |  |  |                    |                    |                    |
|  | 3                           | 7                                                | Vancouver Canucks           | 4 | Toronto Maple Leafs | 4                     |                       |                       |                    |                     |                    |                    |                    |  |  |                    |                    |                    |
|  | 3                           |                                                  |                             |   | Toronto Maple Leafs | 4                     |                       |                       |                    |                     |                    |                    |                    |  |  |                    |                    |                    |
|  | 6                           | Chicago Blackhawks                               | 3                           |   |                     |                       |                       |                       |                    |                     | Western Conference | Western Conference | Western Conference |  |  |                    |                    |                    |
|  | 6                           | Chicago Blackhawks                               | 3                           |   |                     |                       |                       |                       |                    |                     | Western Conference | Western Conference | Western Conference |  |  |                    |                    |                    |
|  |                             |                                                  |                             |   |                     |                       |                       |                       |                    |                     |                    |                    |                    |  |  |                    |                    |                    |
|  | 4                           | Dallas Stars                                     | 4                           |   | 4                   | Dallas Stars          | 1                     |                       |                    |                     |                    |                    |                    |  |  |                    |                    |                    |
|  | 4                           | Dallas Stars                                     | 4                           |   | 4                   | Dallas Stars          | 1                     |                       |                    |                     |                    |                    |                    |  |  |                    |                    |                    |
|  | 5                           | St. Louis Blues                                  | 0                           |   |                     | 7                     | Vancouver Canucks     | 4                     |                    |                     |                    |                    |                    |  |  |                    |                    |                    |

## Eastern Conference

### Quarti di finale di Conference

#### NY Rangers - NY Islanders
| New York 17 aprile 1994 | New York Islanders | 0 – 6 (0-2; 0-4; 0-0) referto | New York Rangers | Madison Square Garden (18.200 spett.)\| Arbitro: \| Don Koharski \| |
| Arbitro:                | Don Koharski       |                               |                  |                                                                     |

| New York 18 aprile 1994 | New York Islanders | 0 – 6 (0-1; 0-4; 0-1) referto | New York Rangers | Madison Square Garden (18.200 spett.)\| Arbitro: \| Bill McCreary \| |
| Arbitro:                | Bill McCreary      |                               |                  |                                                                      |

| Uniondale 21 aprile 1994 | New York Rangers | 5 – 1 (2-0; 2-1; 1-0) referto | New York Islanders | Nassau Coliseum (16.297 spett.)\| Arbitro: \| Dan Marouelli \| |
| Arbitro:                 | Dan Marouelli    |                               |                    |                                                                |

| Uniondale 24 aprile 1994 | New York Rangers | 5 – 2 (1-2; 2-0; 2-0) referto | New York Islanders | Nassau Coliseum (16.297 spett.)\| Arbitro: \| Kerry Fraser \| |
| Arbitro:                 | Kerry Fraser     |                               |                    |                                                               |

#### Pittsburgh - Washington
| Pittsburgh 17 aprile 1994 | Washington Capitals | 5 – 3 (1-2; 2-0; 2-1) referto | Pittsburgh Penguins | Civic Arena (16.051 spett.)\| Arbitro: \| Dan Marouelli \| |
| Arbitro:                  | Dan Marouelli       |                               |                     |                                                            |

| Pittsburgh 19 aprile 1994 | Washington Capitals | 1 – 2 (0-2; 1-0; 0-0) referto | Pittsburgh Penguins | Civic Arena (15.317 spett.)\| Arbitro: \| Rob Shick \| |
| Arbitro:                  | Rob Shick           |                               |                     |                                                        |

| Landover 21 aprile 1994 | Pittsburgh Penguins | 0 – 2 (0-0; 0-1; 0-1) referto | Washington Capitals | USAir Arena (16.753 spett.)\| Arbitro: \| Don Koharski \| |
| Arbitro:                | Don Koharski        |                               |                     |                                                           |

| Landover 23 aprile 1994 | Pittsburgh Penguins | 1 – 4 (1-1; 0-1; 0-2) referto | Washington Capitals | USAir Arena (18.130 spett.)\| Arbitro: \| Paul Devorski \| |
| Arbitro:                | Paul Devorski       |                               |                     |                                                            |

| Pittsburgh 25 aprile 1994 | Washington Capitals | 2 – 3 (0-1; 2-1; 0-1) referto | Pittsburgh Penguins | Civic Arena (16.051 spett.)\| Arbitro: \| Paul Stewart \| |
| Arbitro:                  | Paul Stewart        |                               |                     |                                                           |

| Landover 27 aprile 1994 | Pittsburgh Penguins | 3 – 6 (2-3; 0-2; 1-1) referto | Washington Capitals | USAir Arena (15.523 spett.)\| Arbitro: \| Andy Van Hellemond \| |
| Arbitro:                | Andy Van Hellemond  |                               |                     |                                                                 |

#### New Jersey - Buffalo
| East Rutherford 17 aprile 1994 | Buffalo Sabres | 2 – 0 (1-0; 0-0; 1-0) referto | New Jersey Devils | Brendan Byrne Arena (16.302 spett.)\| Arbitro: \| Bill McCreary \| |
| Arbitro:                       | Bill McCreary  |                               |                   |                                                                    |

| East Rutherford 19 aprile 1994 | Buffalo Sabres | 1 – 2 (0-0; 0-1; 1-1) referto | New Jersey Devils | Brendan Byrne Arena (14.107 spett.)\| Arbitro: \| Don Koharski \| |
| Arbitro:                       | Don Koharski   |                               |                   |                                                                   |

| Buffalo 21 aprile 1994 | New Jersey Devils | 2 – 1 (1-0; 1-0; 0-1) referto | Buffalo Sabres | The Aud (15.602 spett.)\| Arbitro: \| Rob Shick \| |
| Arbitro:               | Rob Shick         |                               |                |                                                    |

| Buffalo 23 aprile 1994 | New Jersey Devils | 3 – 5 (1-2; 2-1; 0-2) referto | Buffalo Sabres | The Aud (16.284 spett.)\| Arbitro: \| Mick McGeough \| |
| Arbitro:               | Mick McGeough     |                               |                |                                                        |

| East Rutherford 25 aprile 1994 | Buffalo Sabres | 3 – 5 (2-1; 1-2; 0-2) referto | New Jersey Devils | Brendan Byrne Arena (15.702 spett.)\| Arbitro: \| Kerry Fraser \| |
| Arbitro:                       | Kerry Fraser   |                               |                   |                                                                   |

| Buffalo 27 aprile 1994 | New Jersey Devils | 0 – 1 (d.t.s.) (0-0; 0-0; 0-0; 0-0; 0-0; 0-0) referto | Buffalo Sabres | The Aud (15.003 spett.)\| Arbitro: \| Terry Gregson \| |
| Arbitro:               | Terry Gregson     |                                                       |                |                                                        |

| East Rutherford 29 aprile 1994 | Buffalo Sabres | 1 – 2 (1-1; 0-1; 0-0) referto | New Jersey Devils | Brendan Byrne Arena (18.107 spett.)\| Arbitro: \| Dan Marouelli \| |
| Arbitro:                       | Dan Marouelli  |                               |                   |                                                                    |

#### Boston - Montreal
| Boston 16 aprile 1994 | Montreal Canadiens | 2 – 3 (1-1; 1-2; 0-0) referto | Boston Bruins | Boston Garden (13.537 spett.)\| Arbitro: \| Mark Faucette \| |
| Arbitro:              | Mark Faucette      |                               |               |                                                              |

| Boston 18 aprile 1994 | Montreal Canadiens | 3 – 2 (1-0; 0-2; 2-0) referto | Boston Bruins | Boston Garden (13.982 spett.)\| Arbitro: \| Dan Marouelli \| |
| Arbitro:              | Dan Marouelli      |                               |               |                                                              |

| Montréal 21 aprile 1994 | Boston Bruins | 6 – 3 (3-0; 2-3; 1-0) referto | Montreal Canadiens | Forum de Montréal (17.802 spett.)\| Arbitro: \| Terry Gregson \| |
| Arbitro:                | Terry Gregson |                               |                    |                                                                  |

| Montréal 23 aprile 1994 | Boston Bruins | 2 – 5 (1-3; 1-1; 0-1) referto | Montreal Canadiens | Forum de Montréal (17.959 spett.)\| Arbitro: \| Rob Shick \| |
| Arbitro:                | Rob Shick     |                               |                    |                                                              |

| Boston 25 aprile 1994 | Montreal Canadiens | 2 – 1 (d.t.s.) (0-0; 0-0; 1-1) referto | Boston Bruins | Boston Garden (14.448 spett.)\| Arbitro: \| Bill McCreary \| |
| Arbitro:              | Bill McCreary      |                                        |               |                                                              |

| Montréal 27 aprile 1994 | Boston Bruins | 3 – 2 (1-0; 1-1; 1-1) referto | Montreal Canadiens | Forum de Montréal (17.959 spett.)\| Arbitro: \| Don Koharski \| |
| Arbitro:                | Don Koharski  |                               |                    |                                                                 |

| Boston 29 aprile 1994 | Montreal Canadiens | 3 – 5 (0-1; 1-2; 2-1) referto | Boston Bruins | Boston Garden (14.463 spett.)\| Arbitro: \| Kerry Fraser \| |
| Arbitro:              | Kerry Fraser       |                               |               |                                                             |

### Semifinali di Conference

#### NY Rangers - Washington
| New York 1º maggio 1994 | Washington Capitals | 3 – 6 (1-2; 1-2; 1-2) referto | New York Rangers | Madison Square Garden (18.200 spett.)\| Arbitro: \| Terry Gregson \| |
| Arbitro:                | Terry Gregson       |                               |                  |                                                                      |

| New York 3 maggio 1994 | Washington Capitals | 2 – 5 (1-1; 1-2; 0-2) referto | New York Rangers | Madison Square Garden (18.200 spett.)\| Arbitro: \| Kerry Fraser \| |
| Arbitro:               | Kerry Fraser        |                               |                  |                                                                     |

| Landover 5 maggio 1994 | New York Rangers | 3 – 0 (2-0; 1-0; 0-0) referto | Washington Capitals | USAir Arena (17.952 spett.)\| Arbitro: \| Dan Marouelli \| |
| Arbitro:               | Dan Marouelli    |                               |                     |                                                            |

| Landover 7 maggio 1994 | New York Rangers | 2 – 4 (1-1; 0-3; 1-0) referto | Washington Capitals | USAir Arena (18.130 spett.)\| Arbitro: \| Paul Stewart \| |
| Arbitro:               | Paul Stewart     |                               |                     |                                                           |

| New York 9 maggio 1994 | Washington Capitals | 3 – 4 (2-3; 0-0; 1-1) referto | New York Rangers | Madison Square Garden (18.200 spett.)\| Arbitro: \| Andy Van Hellemond \| |
| Arbitro:               | Andy Van Hellemond  |                               |                  |                                                                           |

#### New Jersey - Boston
| East Rutherford 1º maggio 1994 | Boston Bruins | 2 – 1 (2-1; 0-0; 0-0) referto | New Jersey Devils | Brendan Byrne Arena (13.878 spett.)\| Arbitro: \| Paul Stewart \| |
| Arbitro:                       | Paul Stewart  |                               |                   |                                                                   |

| East Rutherford 3 maggio 1994 | Boston Bruins | 6 – 5 (d.t.s.) (1-2; 1-1; 3-2) referto | New Jersey Devils | Brendan Byrne Arena (17.209 spett.)\| Arbitro: \| Terry Gregson \| |
| Arbitro:                      | Terry Gregson |                                        |                   |                                                                    |

| Boston 5 maggio 1994 | New Jersey Devils | 4 – 2 (1-1; 1-0; 2-1) referto | Boston Bruins | Boston Garden (14.448 spett.)\| Arbitro: \| Bill McCreary \| |
| Arbitro:             | Bill McCreary     |                               |               |                                                              |

| Boston 7 maggio 1994 | New Jersey Devils | 5 – 4 (d.t.s.) (1-1; 1-2; 2-1) referto | Boston Bruins | Boston Garden (14.448 spett.)\| Arbitro: \| Don Koharski \| |
| Arbitro:             | Don Koharski      |                                        |               |                                                             |

| East Rutherford 9 maggio 1994 | Boston Bruins | 0 – 2 (0-0; 0-2; 0-0) referto | New Jersey Devils | Brendan Byrne Arena (19.040 spett.)\| Arbitro: \| Dan Marouelli \| |
| Arbitro:                      | Dan Marouelli |                               |                   |                                                                    |

| Boston 11 maggio 1994 | New Jersey Devils  | 5 – 3 (0-0; 3-1; 2-2) referto | Boston Bruins | Boston Garden (14.072 spett.)\| Arbitro: \| Andy Van Hellemond \| |
| Arbitro:              | Andy Van Hellemond |                               |               |                                                                   |

### Finale di Conference

#### NY Rangers - New Jersey
| New York 15 maggio 1994 | New Jersey Devils | 4 – 3 (d.t.s.) (1-1; 0-1; 2-1) referto | New York Rangers | Madison Square Garden (18.200 spett.)\| Arbitro: \| Bill McCreary \| |
| Arbitro:                | Bill McCreary     |                                        |                  |                                                                      |

| New York 17 maggio 1994 | New Jersey Devils | 0 – 4 (0-1; 0-0; 0-3) referto | New York Rangers | Madison Square Garden (18.200 spett.)\| Arbitro: \| Kerry Fraser \| |
| Arbitro:                | Kerry Fraser      |                               |                  |                                                                     |

| East Rutherford 19 maggio 1994 | New York Rangers | 3 – 2 (d.t.s.) (1-1; 1-1; 0-0) referto | New Jersey Devils | Brendan Byrne Arena (19.040 spett.)\| Arbitro: \| Terry Gregson \| |
| Arbitro:                       | Terry Gregson    |                                        |                   |                                                                    |

| East Rutherford 21 maggio 1994 | New York Rangers | 1 – 3 (0-2; 1-0; 0-1) referto | New Jersey Devils | Brendan Byrne Arena (19.040 spett.)\| Arbitro: \| Dan Marouelli \| |
| Arbitro:                       | Dan Marouelli    |                               |                   |                                                                    |

| New York 23 maggio 1994 | New Jersey Devils | 4 – 1 (1-0; 0-0; 3-1) referto | New York Rangers | Madison Square Garden (18.200 spett.)\| Arbitro: \| Don Koharski \| |
| Arbitro:                | Don Koharski      |                               |                  |                                                                     |

| East Rutherford 25 maggio 1994 | New York Rangers | 4 – 2 (0-2; 1-0; 3-0) referto | New Jersey Devils | Brendan Byrne Arena (19.040 spett.)\| Arbitro: \| Kerry Fraser \| |
| Arbitro:                       | Kerry Fraser     |                               |                   |                                                                   |

| New York 27 maggio 1994 | New Jersey Devils | 1 – 2 (d.t.s.) (0-0; 0-1; 1-0; 0-0) referto | New York Rangers | Madison Square Garden (18.200 spett.)\| Arbitro: \| Bill McCreary \| |
| Arbitro:                | Bill McCreary     |                                             |                  |                                                                      |

## Western Conference

### Quarti di finale di Conference

#### Detroit - San Jose
| Detroit 18 aprile 1994 | San Jose Sharks    | 5 – 4 (3-0; 0-2; 2-2) referto | Detroit Red Wings | Joe Louis Arena (19.778 spett.)\| Arbitro: \| Andy Van Hellemond \| |
| Arbitro:               | Andy Van Hellemond |                               |                   |                                                                     |

| Detroit 20 aprile 1994 | San Jose Sharks | 0 – 4 (0-0; 0-1; 0-3) referto | Detroit Red Wings | Joe Louis Arena (19.875 spett.)\| Arbitro: \| Mick McGeough \| |
| Arbitro:               | Mick McGeough   |                               |                   |                                                                |

| San Jose 22 aprile 1994 | Detroit Red Wings | 3 – 2 (2-0; 1-1; 0-1) referto | San Jose Sharks | San Jose Arena (17.190 spett.)\| Arbitro: \| Kerry Fraser \| |
| Arbitro:                | Kerry Fraser      |                               |                 |                                                              |

| San Jose 23 aprile 1994 | Detroit Red Wings | 3 – 4 (2-0; 1-3; 0-1) referto | San Jose Sharks | San Jose Arena (17.190 spett.)\| Arbitro: \| Terry Gregson \| |
| Arbitro:                | Terry Gregson     |                               |                 |                                                               |

| San Jose 26 aprile 1994 | Detroit Red Wings | 4 – 6 (2-2; 0-1; 2-3) referto | San Jose Sharks | San Jose Arena (17.190 spett.)\| Arbitro: \| Rob Shick \| |
| Arbitro:                | Rob Shick         |                               |                 |                                                           |

| Detroit 28 aprile 1994 | San Jose Sharks | 1 – 7 (0-4; 1-2; 0-1) referto | Detroit Red Wings | Joe Louis Arena (19.875 spett.)\| Arbitro: \| Dan Marouelli \| |
| Arbitro:               | Dan Marouelli   |                               |                   |                                                                |

| Detroit 30 aprile 1994 | San Jose Sharks    | 3 – 2 (2-1; 0-1; 1-0) referto | Detroit Red Wings | Joe Louis Arena (19.875 spett.)\| Arbitro: \| Andy Van Hellemond \| |
| Arbitro:               | Andy Van Hellemond |                               |                   |                                                                     |

#### Calgary - Vancouver
| Calgary 18 aprile 1994 | Vancouver Canucks | 5 – 0 (0-0; 3-0; 2-0) referto | Calgary Flames | Olympic Saddledome (17.764 spett.)\| Arbitro: \| Paul Stewart \| |
| Arbitro:               | Paul Stewart      |                               |                |                                                                  |

| Calgary 20 aprile 1994 | Vancouver Canucks | 5 – 7 (1-4; 3-2; 1-1) referto | Calgary Flames | Olympic Saddledome (18.318 spett.)\| Arbitro: \| Kerry Fraser \| |
| Arbitro:               | Kerry Fraser      |                               |                |                                                                  |

| Vancouver 22 aprile 1994 | Calgary Flames     | 3 – 2 (1-1; 0-1; 2-0) referto | Vancouver Canucks | Pacific Coliseum (16.150 spett.)\| Arbitro: \| Andy Van Hellemond \| |
| Arbitro:                 | Andy Van Hellemond |                               |                   |                                                                      |

| Vancouver 24 aprile 1994 | Calgary Flames | 2 – 5 (1-3; 1-1; 0-1) referto | Vancouver Canucks | Pacific Coliseum (16.150 spett.)\| Arbitro: \| Rob Shick \| |
| Arbitro:                 | Rob Shick      |                               |                   |                                                             |

| Calgary 26 aprile 1994 | Vancouver Canucks | 2 – 1 (d.t.s.) (1-1; 0-0; 0-0) referto | Calgary Flames | Olympic Saddledome (19.059 spett.)\| Arbitro: \| Dan Marouelli \| |
| Arbitro:               | Dan Marouelli     |                                        |                |                                                                   |

| Vancouver 28 aprile 1994 | Calgary Flames | 2 – 3 (d.t.s.) (1-1; 0-1; 1-0) referto | Vancouver Canucks | Pacific Coliseum (16.150 spett.)\| Arbitro: \| Paul Stewart \| |
| Arbitro:                 | Paul Stewart   |                                        |                   |                                                                |

| Calgary 30 aprile 1994 | Vancouver Canucks | 4 – 3 (d.t.s.) (2-1; 0-2; 1-0; 0-0) referto | Calgary Flames | Olympic Saddledome (20.230 spett.)\| Arbitro: \| Don Koharski \| |
| Arbitro:               | Don Koharski      |                                             |                |                                                                  |

#### Toronto - Chicago
| Toronto 18 aprile 1994 | Chicago Blackhawks | 1 – 5 (0-3; 0-2; 1-0) referto | Toronto Maple Leafs | Maple Leaf Gardens (15.728 spett.)\| Arbitro: \| Terry Gregson \| |
| Arbitro:               | Terry Gregson      |                               |                     |                                                                   |

| Toronto 20 aprile 1994 | Chicago Blackhawks | 0 – 1 (d.t.s.) (0-0; 0-0; 0-0) referto | Toronto Maple Leafs | Maple Leaf Gardens (15.728 spett.)\| Arbitro: \| Bill McCreary \| |
| Arbitro:               | Bill McCreary      |                                        |                     |                                                                   |

| Chicago 23 aprile 1994 | Toronto Maple Leafs | 4 – 5 (2-3; 1-1; 1-1) referto | Chicago Blackhawks | Chicago Stadium (17.439 spett.)\| Arbitro: \| Paul Stewart \| |
| Arbitro:               | Paul Stewart        |                               |                    |                                                               |

| Chicago 24 aprile 1994 | Toronto Maple Leafs | 3 – 4 (d.t.s.) (1-2; 1-0; 1-1) referto | Chicago Blackhawks | Chicago Stadium (17.376 spett.)\| Arbitro: \| Rob Shick \| |
| Arbitro:               | Rob Shick           |                                        |                    |                                                            |

| Toronto 26 aprile 1994 | Chicago Blackhawks | 0 – 1 (0-0; 0-0; 0-1) referto | Toronto Maple Leafs | Maple Leaf Gardens (15.728 spett.)\| Arbitro: \| Don Koharski \| |
| Arbitro:               | Don Koharski       |                               |                     |                                                                  |

| Chicago 28 aprile 1994 | Toronto Maple Leafs | 1 – 0 (1-0; 0-0; 0-0) referto | Chicago Blackhawks | Chicago Stadium (17.847 spett.)\| Arbitro: \| Andy Van Hellemond \| |
| Arbitro:               | Andy Van Hellemond  |                               |                    |                                                                     |

#### Dallas - St. Louis
| Dallas 17 aprile 1994 | St. Louis Blues | 3 – 5 (0-0; 1-3; 2-2) referto | Dallas Stars | Reunion Arena (16.914 spett.)\| Arbitro: \| Kerry Fraser \| |
| Arbitro:              | Kerry Fraser    |                               |              |                                                             |

| Dallas 20 aprile 1994 | St. Louis Blues | 2 – 4 (1-0; 1-2; 0-2) referto | Dallas Stars | Reunion Arena (16.914 spett.)\| Arbitro: \| Paul Devorski \| |
| Arbitro:              | Paul Devorski   |                               |              |                                                              |

| St. Louis 22 aprile 1994 | Dallas Stars | 5 – 4 (d.t.s.) (0-1; 3-1; 1-2) referto | St. Louis Blues | St. Louis Arena (17.029 spett.)\| Arbitro: \| Paul Stewart \| |
| Arbitro:                 | Paul Stewart |                                        |                 |                                                               |

| St. Louis 24 aprile 1994 | Dallas Stars  | 2 – 1 (0-1; 1-0; 1-0) referto | St. Louis Blues | St. Louis Arena (16.259 spett.)\| Arbitro: \| Dan Marouelli \| |
| Arbitro:                 | Dan Marouelli |                               |                 |                                                                |

### Semifinali di Conference

#### Toronto - San Jose
| Toronto 2 maggio 1994 | San Jose Sharks | 3 – 2 (1-1; 1-1; 1-0) referto | Toronto Maple Leafs | Maple Leaf Gardens (15.728 spett.)\| Arbitro: \| Dan Marouelli \| |
| Arbitro:              | Dan Marouelli   |                               |                     |                                                                   |

| Toronto 4 maggio 1994 | San Jose Sharks | 1 – 5 (0-1; 0-2; 1-2) referto | Toronto Maple Leafs | Maple Leaf Gardens (15.728 spett.)\| Arbitro: \| Don Koharski \| |
| Arbitro:              | Don Koharski    |                               |                     |                                                                  |

| San Jose 6 maggio 1994 | Toronto Maple Leafs | 2 – 5 (1-1; 1-3; 0-1) referto | San Jose Sharks | San Jose Arena (17.190 spett.)\| Arbitro: \| Andy Van Hellemond \| |
| Arbitro:               | Andy Van Hellemond  |                               |                 |                                                                    |

| San Jose 8 maggio 1994 | Toronto Maple Leafs | 8 – 3 (3-0; 3-1; 2-2) referto | San Jose Sharks | San Jose Arena (17.190 spett.)\| Arbitro: \| Rob Shick \| |
| Arbitro:               | Rob Shick           |                               |                 |                                                           |

| San Jose 10 maggio 1994 | Toronto Maple Leafs | 2 – 5 (1-3; 1-2; 0-0) referto | San Jose Sharks | San Jose Arena (17.190 spett.)\| Arbitro: \| Kerry Fraser \| |
| Arbitro:                | Kerry Fraser        |                               |                 |                                                              |

| Toronto 12 maggio 1994 | San Jose Sharks | 2 – 3 (d.t.s.) (0-1; 1-0; 1-1) referto | Toronto Maple Leafs | Maple Leaf Gardens (15.728 spett.)\| Arbitro: \| Bill McCreary \| |
| Arbitro:               | Bill McCreary   |                                        |                     |                                                                   |

| Toronto 14 maggio 1994 | San Jose Sharks | 2 – 4 (0-1; 0-1; 2-2) referto | Toronto Maple Leafs | Maple Leaf Gardens (15.728 spett.)\| Arbitro: \| Terry Gregson \| |
| Arbitro:               | Terry Gregson   |                               |                     |                                                                   |

#### Dallas - Vancouver
| Dallas 2 maggio 1994 | Vancouver Canucks | 6 – 4 (2-1; 2-2; 2-1) referto | Dallas Stars | Reunion Arena (16.914 spett.)\| Arbitro: \| Rob Shick \| |
| Arbitro:             | Rob Shick         |                               |              |                                                          |

| Dallas 4 maggio 1994 | Vancouver Canucks  | 3 – 0 (2-0; 1-0; 0-0) referto | Dallas Stars | Reunion Arena (16.914 spett.)\| Arbitro: \| Andy Van Hellemond \| |
| Arbitro:             | Andy Van Hellemond |                               |              |                                                                   |

| Vancouver 6 maggio 1994 | Dallas Stars | 4 – 3 (2-2; 2-1; 0-0) referto | Vancouver Canucks | Pacific Coliseum (16.150 spett.)\| Arbitro: \| Kerry Fraser \| |
| Arbitro:                | Kerry Fraser |                               |                   |                                                                |

| Vancouver 8 maggio 1994 | Dallas Stars  | 1 – 2 (d.t.s.) (0-1; 1-0; 0-0) referto | Vancouver Canucks | Pacific Coliseum (16.150 spett.)\| Arbitro: \| Bill McCreary \| |
| Arbitro:                | Bill McCreary |                                        |                   |                                                                 |

| Vancouver 10 maggio 1994 | Dallas Stars  | 2 – 4 (1-2; 0-1; 1-1) referto | Vancouver Canucks | Pacific Coliseum (16.150 spett.)\| Arbitro: \| Terry Gregson \| |
| Arbitro:                 | Terry Gregson |                               |                   |                                                                 |

### Finale di Conference

#### Toronto - Vancouver
| Toronto 16 maggio 1994 | Vancouver Canucks | 2 – 3 (d.t.s.) (0-0; 1-1; 1-1) referto | Toronto Maple Leafs | Maple Leaf Gardens (15.728 spett.)\| Arbitro: \| Dan Marouelli \| |
| Arbitro:               | Dan Marouelli     |                                        |                     |                                                                   |

| Toronto 18 maggio 1994 | Vancouver Canucks | 4 – 3 (1-0; 2-2; 1-1) referto | Toronto Maple Leafs | Maple Leaf Gardens (15.728 spett.)\| Arbitro: \| Don Koharski \| |
| Arbitro:               | Don Koharski      |                               |                     |                                                                  |

| Vancouver 20 maggio 1994 | Toronto Maple Leafs | 0 – 4 (0-1; 0-1; 0-2) referto | Vancouver Canucks | Pacific Coliseum (16.150 spett.)\| Arbitro: \| Andy Van Hellemond \| |
| Arbitro:                 | Andy Van Hellemond  |                               |                   |                                                                      |

| Vancouver 22 maggio 1994 | Toronto Maple Leafs | 0 – 2 (0-0; 0-0; 0-2) referto | Vancouver Canucks | Pacific Coliseum (16.150 spett.)\| Arbitro: \| Kerry Fraser \| |
| Arbitro:                 | Kerry Fraser        |                               |                   |                                                                |

| Vancouver 24 maggio 1994 | Toronto Maple Leafs | 3 – 4 (d.t.s.) (3-0; 0-3; 0-0) referto | Vancouver Canucks | Pacific Coliseum (16.150 spett.)\| Arbitro: \| Bill McCreary \| |
| Arbitro:                 | Bill McCreary       |                                        |                   |                                                                 |

## Finale Stanley Cup
La finale della Stanley Cup 1994 è stata una serie al meglio delle sette gare che ha determinato il campione della National Hockey League per la stagione 1993-1994. I New York Rangers hanno sconfitto i Vancouver Canucks in sette partite e si sono aggiudicati la Stanley Cup per la quarta volta nella loro storia. I Rangers vinsero la loro prima coppa dopo l'era delle Original Six, interrompendo un digiuno che durava dal 1940, mentre per Vancouver si trattò della seconda finale dopo quella disputata nel 1982.

## Statistiche

### Classifica marcatori
La seguente lista elenca i migliori marcatori al termine dei playoff.

| Giocatore       | Squadra             | PG | G  | A  | Pt | +/- | MP |
| --------------- | ------------------- | -- | -- | -- | -- | --- | -- |
| Brian Leetch    | New York Rangers    | 23 | 11 | 23 | 34 | +19 | 6  |
| Pavel Bure      | Vancouver Canucks   | 24 | 16 | 15 | 31 | +8  | 40 |
| Mark Messier    | New York Rangers    | 23 | 12 | 18 | 30 | +14 | 33 |
| Doug Gilmour    | Toronto Maple Leafs | 18 | 6  | 22 | 28 | +3  | 42 |
| Trevor Linden   | Vancouver Canucks   | 24 | 12 | 13 | 25 | +3  | 18 |
| Aleksej Kovalëv | New York Rangers    | 23 | 9  | 12 | 21 | +5  | 18 |
| Geoff Courtnall | Vancouver Canucks   | 24 | 9  | 10 | 19 | +10 | 51 |
| Sergej Zubov    | New York Rangers    | 22 | 5  | 14 | 19 | +10 | 0  |
| Claude Lemieux  | New Jersey Devils   | 20 | 7  | 11 | 18 | +4  | 44 |
| Igor' Larionov  | San Jose Sharks     | 14 | 5  | 13 | 18 | -1  | 10 |

### Classifica portieri
Questa è una tabella che combina i cinque migliori portieri dei playoff per media di gol subiti a gara con i cinque migliori portieri per percentuale di parate, con almeno quattro partite disputate. La tabella è ordinata per la media gol subiti, e i criteri di inclusione sono in grassetto.

| Giocatore      | Squadra            | PG | Min     | V  | S | OTS | TC  | GS | SO | Sv%  | MGS  |
| -------------- | ------------------ | -- | ------- | -- | - | --- | --- | -- | -- | ---- | ---- |
| Dominik Hašek  | Buffalo Sabres     | 7  | 483:34  | 3  | 4 | 0   | 261 | 13 | 2  | .950 | 1.61 |
| Martin Brodeur | New Jersey Devils  | 18 | 1170:40 | 8  | 9 | 4   | 531 | 38 | 1  | .928 | 1.95 |
| Mike Richter   | New York Rangers   | 23 | 1417:29 | 16 | 7 | 2   | 623 | 49 | 4  | .921 | 2.07 |
| Kirk McLean    | Vancouver Canucks  | 24 | 1543:45 | 15 | 9 | 1   | 820 | 59 | 4  | .928 | 2.29 |
| Chris Osgood   | Detroit Red Wings  | 6  | 306:56  | 3  | 2 | 0   | 110 | 12 | 1  | .891 | 2.35 |
| Patrick Roy    | Montreal Canadiens | 6  | 374:55  | 3  | 3 | 0   | 228 | 16 | 0  | .930 | 2.56 |